# جو بيرن
جو بيرن (بالإنجليزية: Joe Byrne)‏ هو سياسي بريطاني، ولد في 29 نوفمبر 1953. حزبياً، نشط في الحزب الاشتراكي العمالي. في انتخابات الجمعية التشريعية لأيرلندا الشمالية، 1998 ‏، انتخب عضو الجمعية التشريعية الأولى لأيرلندا الشمالية عن دائرة West Tyrone (Assembly constituency) ‏ وقد انضم خلال فترته النيابية ‏ (25 يونيو 1998 – 28 أبريل 2003) للكتلة البرلمانية الحزب الاشتراكي العمالي وفي انتخابات الجمعية التشريعية لأيرلندا الشمالية، 2011 ‏، انتخب عضو الجمعية التشريعية الرابعة لأيرلندا الشمالية ‏ عن دائرة West Tyrone (Assembly constituency) ‏ وقد انضم خلال فترته النيابية ‏ (6 مايو 2011 – 31 ديسمبر 2015) للكتلة البرلمانية الحزب الاشتراكي العمالي وانتخب زعيم الحزب  الاشتراكي الديمقراطي العمالي ‏.